# Kalanchoe manginii
Kalanchoe manginii är en fetbladsväxtart som beskrevs av R.-hamet och Perrier. Kalanchoe manginii ingår i släktet Kalanchoe och familjen fetbladsväxter. Inga underarter finns listade i Catalogue of Life.

## Bildgalleri

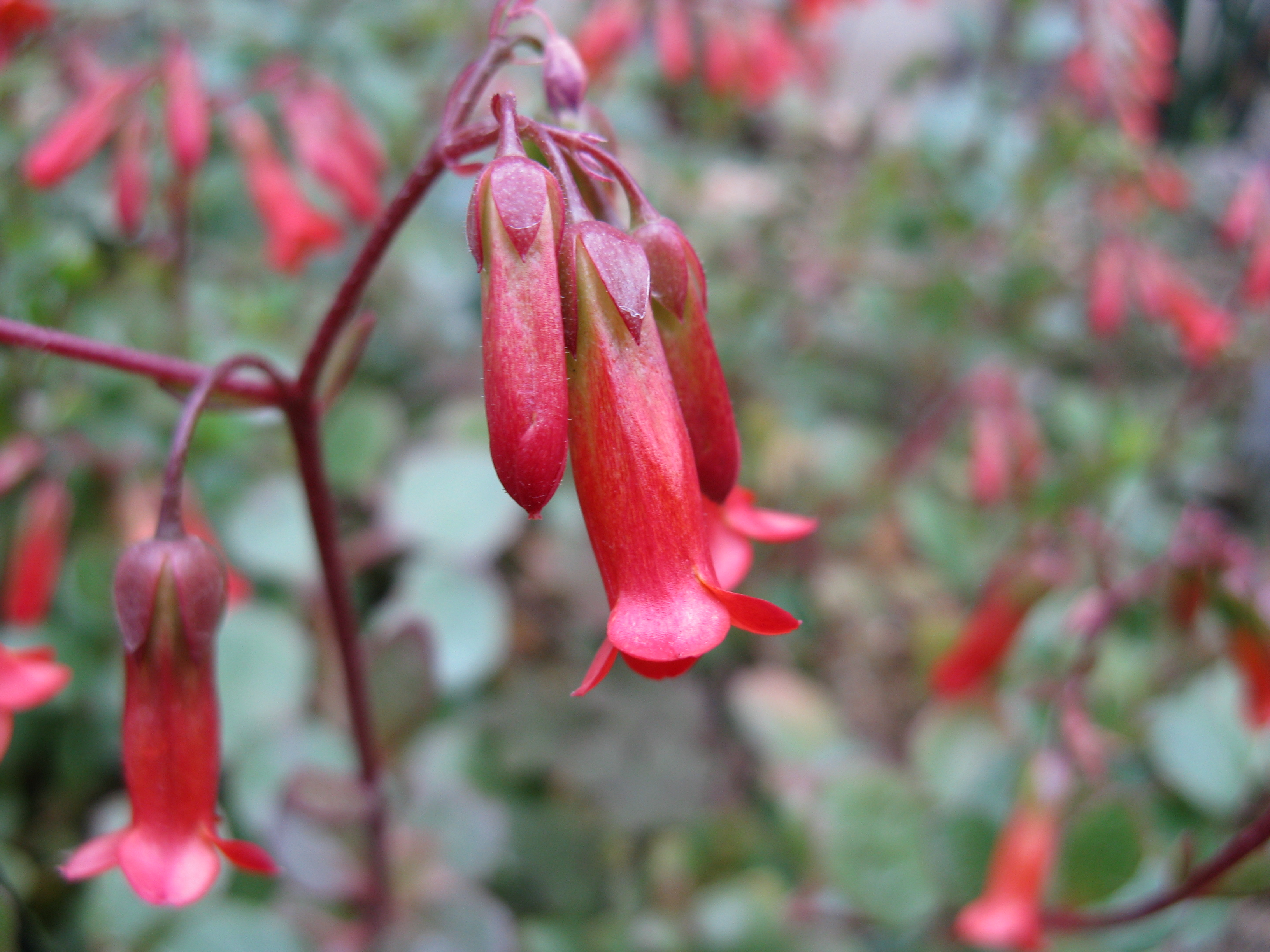
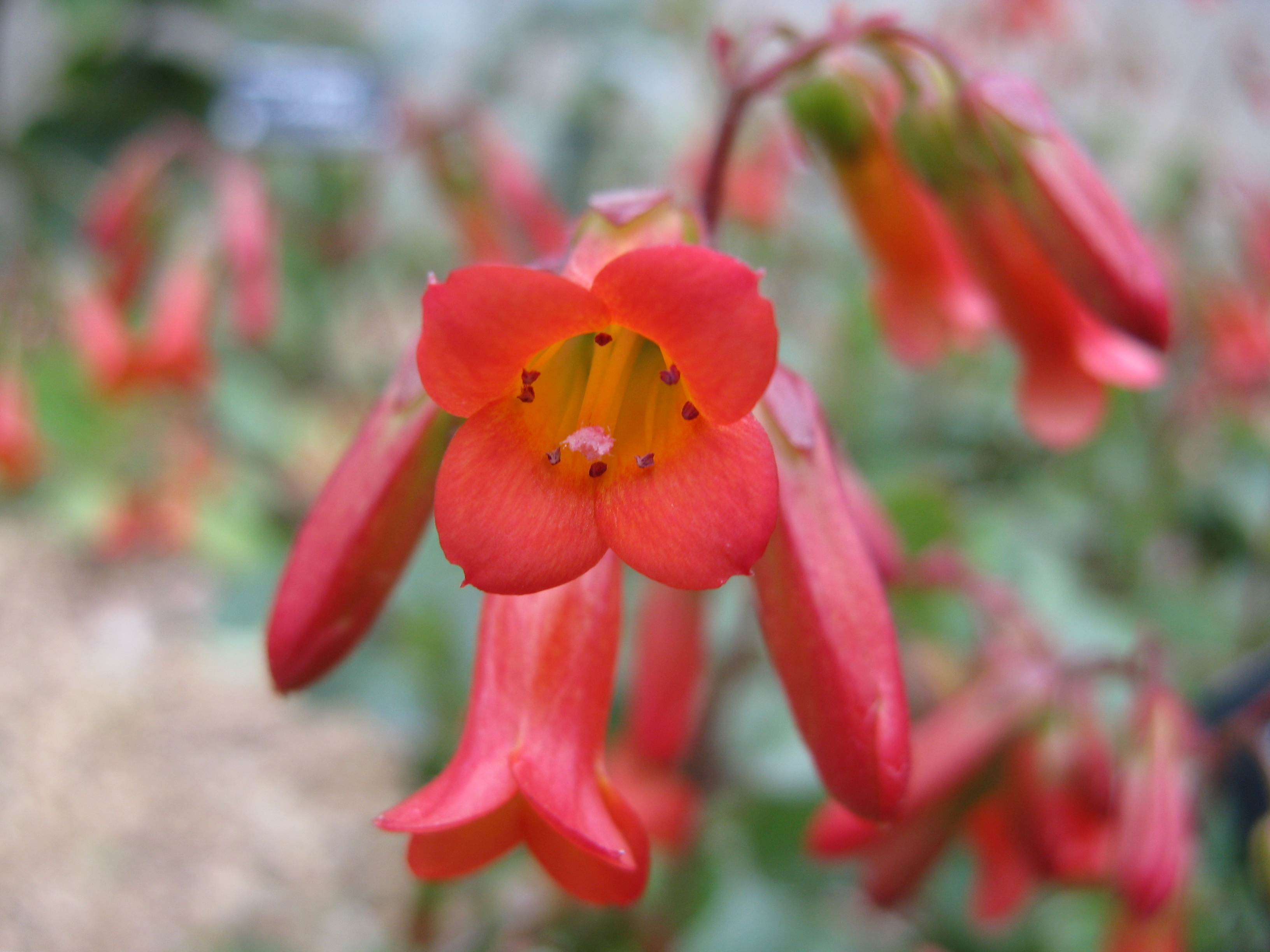
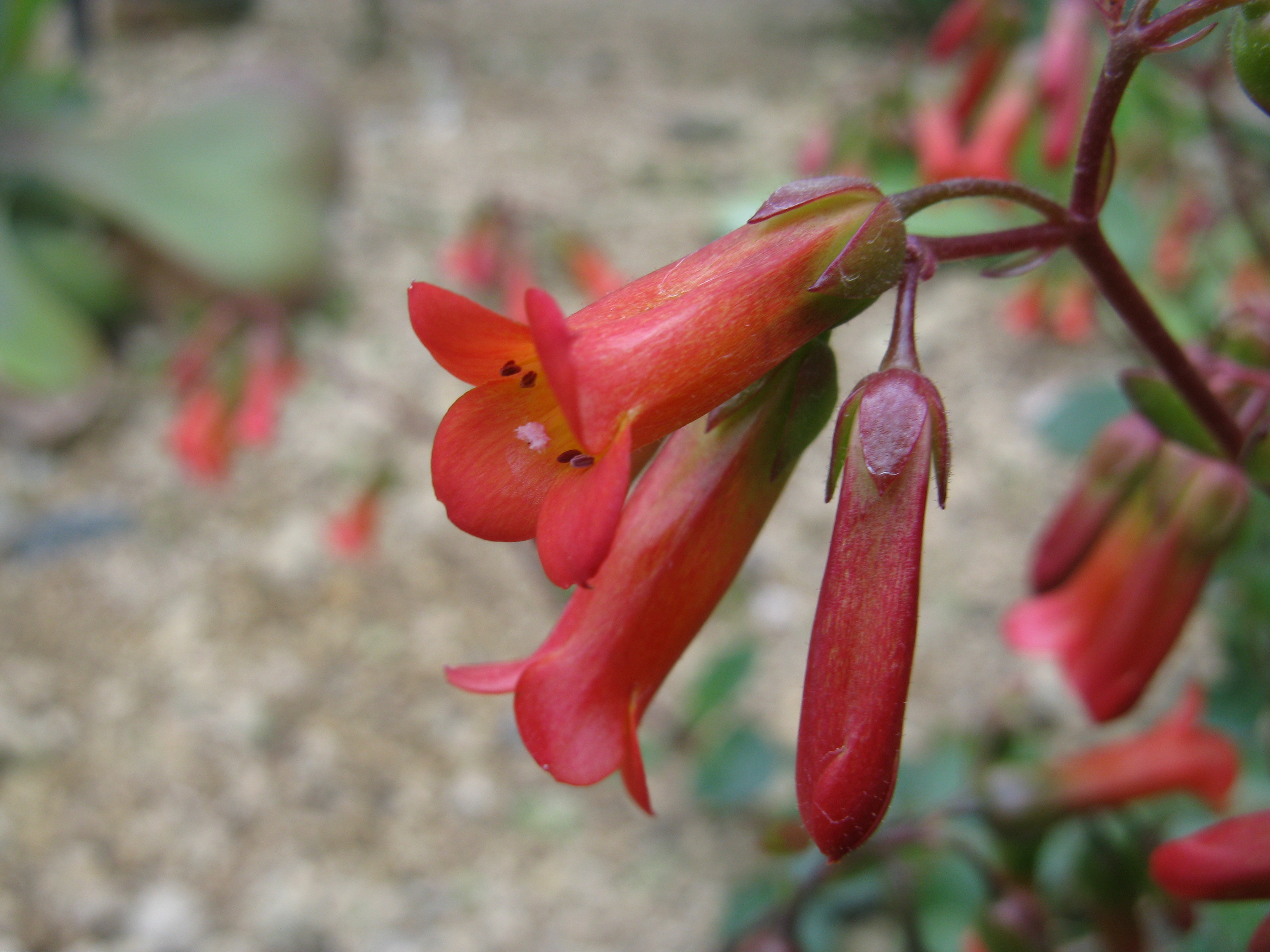
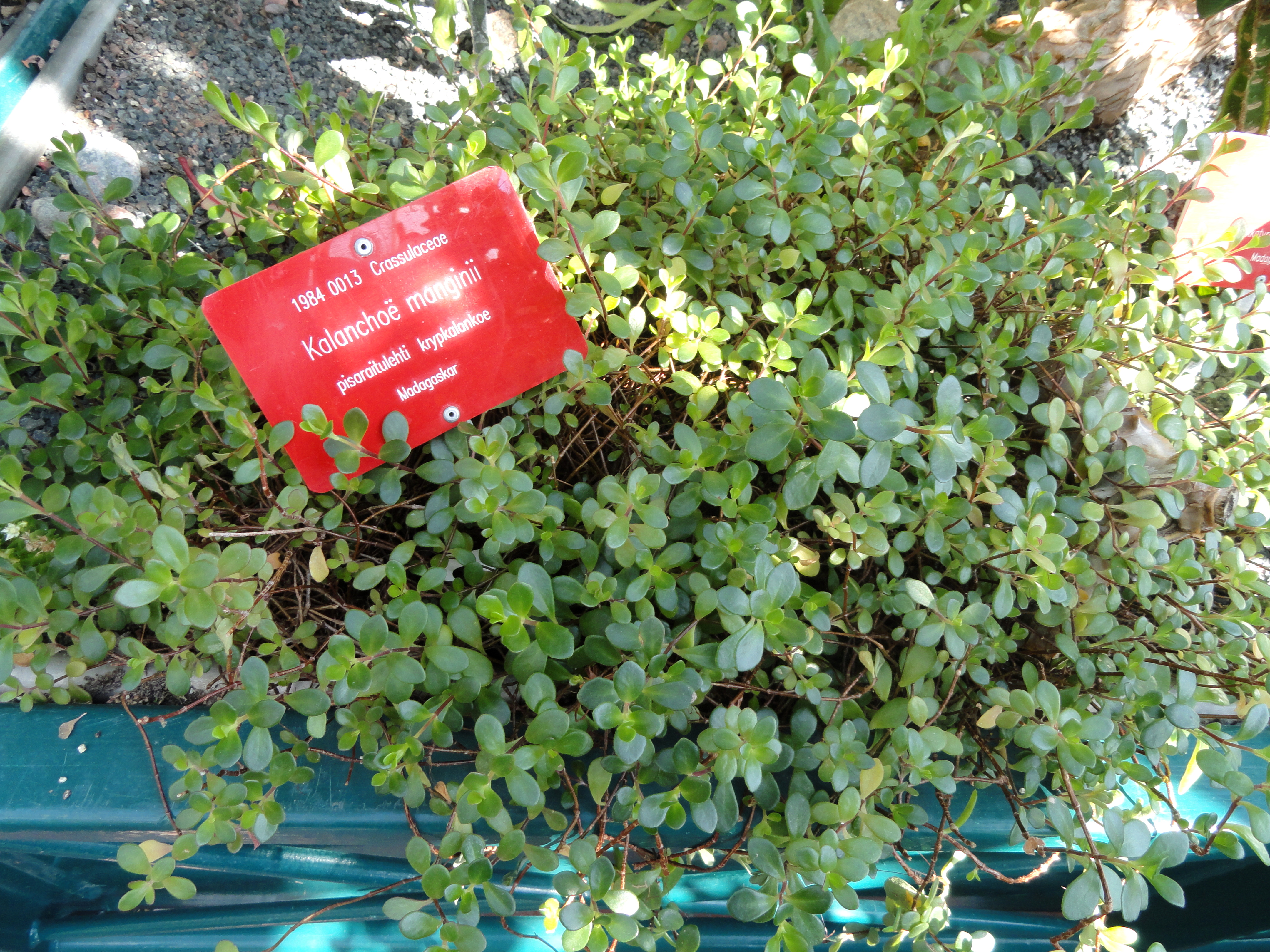
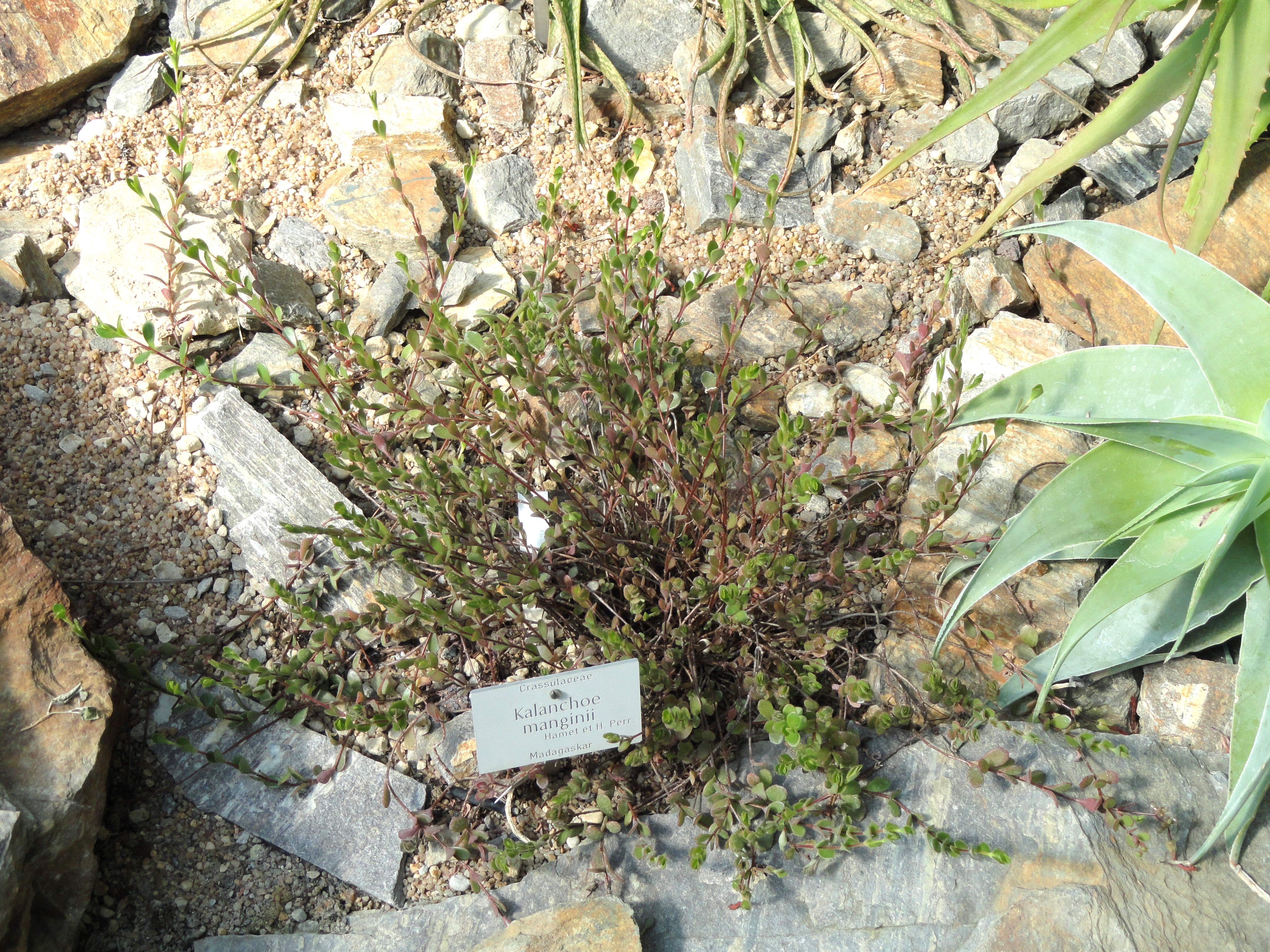
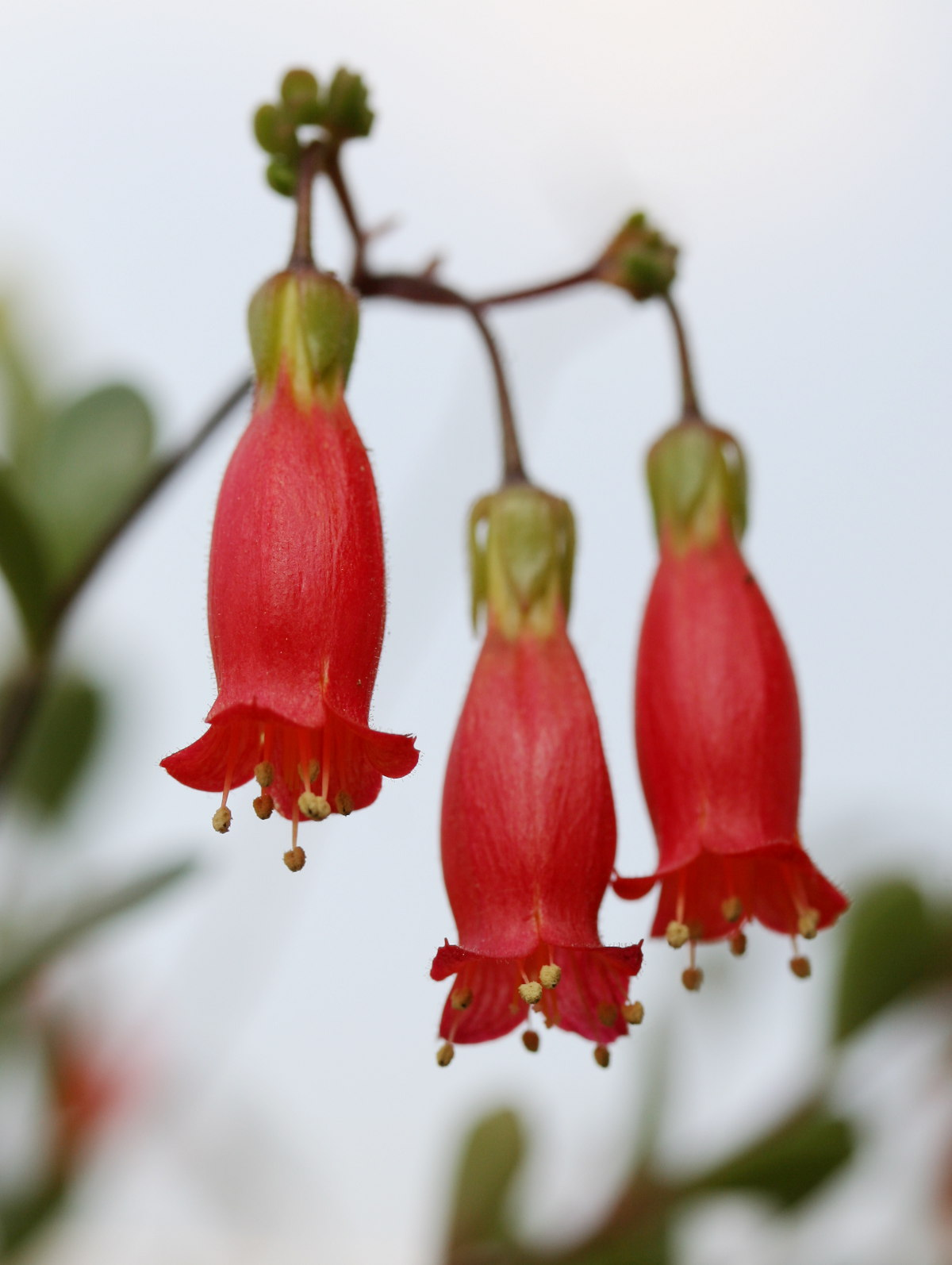